# Shays' opstand
Shays' opstand was een gewapende opstand in de Amerikaanse staat Massachusetts in de periode 1786-1787. Oorlogsveteraan Daniel Shays  was de leider en naamgever van de opstand.

## Achtergrond
De Verenigde Staten kampte na de Amerikaanse Onafhankelijkheidsoorlog met een hoge staatsschuld. Er was veel geld bij gedrukt, waardoor bestaande gelden sterk in waarde waren verminderd en het land zat midden in een economische crisis, omdat ze bijna geen buitenlandse afzetgebieden had voor haar producten. Intussen verhoogde de verschillende staten de belastingen om hun eigen staatsschuld te verminderen.
De opstand brak uit op 29 augustus 1786. en begon met demonstranten, waaronder veel veteranen uit de Onafhankelijkheidsoorlog die meerdere rechtbanken sloten om juridische maatregelen voor het innen van de belastingen tegen te gaan. Veel oorlogsveteranen waren betrokken bij de opstand, omdat zij nog soldij tegoed hadden van de overheid. Gouverneur James Bowdoin veroordeelde de demonstraties wel, maar greep in tegenstelling tot de omliggende staten waar gelijksoortige gebeurtenissen plaatsvonden niet direct in. Ten opzichte van de staatsoverheid radicaliseerden de demonstranten nadat een aantal van hun leiders gevangengenomen waren en ze begonnen zich te bewapenen.
Omdat de federale overheid niet over de financiële middelen beschikte om een leger op te been brengen financierde de lokale elite een eigen militie. Een in de haast bij elkaar verzameld privélegertje onder leiding van Benjamin Lincoln viel in naam van de staat Massachusetts in januari 1887 een groep opstandelingen aan die de nationale wapenopslagplaats in Springfield wilden binnenvallen. Daarbij verloren vier opstandelingen het leven. Op 4 februari 1787 volgde een nieuwe aanval op het kamp van de opstandelingen in Petersham, Massachusetts, waardoor het opstandelingenleger uit elkaar viel. Het verzet duurde nog voort tot juni van dat jaar, maar had daarna geen impact meer.
Vierduizend man ondertekende na afloop een schuldbekentenis. Enkele honderden werden aangeklaagd, maar de meeste vielen onder een generaal pardon, met uitzondering van de leiders. Over achttien leiders van de opstand werd de doodstraf uitgesproken, maar de meeste vonnissen werden later in hoger beroep herzien of ze kregen gratie. Twee mannen werden opgehangen. Daniel Shays, de leider van de opstanding kreeg ook gratie. Door de pers in Boston werd hij voortaan afgeschilderd als het archetype van de anarchist die tegen de overheid is. Later verhuisde hij naar New York en leefde daar tot zijn dood in 1825.

## Invloed op de Constitutionele Conventie
Het conflict vond plaats tegen de achtergrond waarbij een herziening van het bestuursdocument, de Articles of Confederation als zeer noodzakelijk werd geacht. In mei 1787 kwam de Constitutionele Conventie, waar gesproken werd over een nieuwe grondwet, bijeen in Philadelphia. Shays' opstand was van invloed op het verloop van het debat, hoewel historici van mening verschillen over hoe groot die invloed was.
De belangrijkste discussies speelde zich tijdens de Conventie af tussen gedelegeerden die meer zeggenschap wilden voor de federale overheid – dit waren de federalisten – en de antifederalisten die vooral wilde dat de macht bij de individuele staten zou komen te liggen. De opstand maakte in ieder geval (nogmaals) duidelijk dat de federale overheid onder de Articles of Confederation te weinig zeggenschap had om op te treden tegen binnenlands geweld. De opstellers van de Grondwet vonden dat de federale overheid effectiever kon optreden in het geval van nationale onrust dan de verschillende individuele staten en daarom kreeg zij onder de Grondwet meer zeggenschap. De opstand is mogelijk ook van invloed geweest op de passage die bepaald dat een staat een ingezetene moet uitleveren voor berechting wanneer een andere staat daar om verzoekt.
De opstand speelde ook een rol bij de ratificatie van de Grondwet door de staat Massachusetts. De meeste vertegenwoordigers uit agrarische regio's stemden tegen, maar uiteindelijk was dat niet genoeg. Massachusetts ratificeerde de Grondwet in februari 1788 met 187 stemmen voor en 168 stemmen tegen.